# Castel San Pietro
Castel San Pietro es una comuna suiza del cantón del Tesino, situada en el distrito de Mendrisio, círculo de Balerna. Limita al norte con las comunas de Melano, Rovio y San Fedele Intelvi (IT-CO), al este con Breggia, al sureste con Morbio Inferiore, al sur con Balerna, al suroeste con Coldrerio, y al oeste con Mendrisio.
La comuna actual es el resultado de la fusión el 4 de abril de 2004 de las antiguas comunas de Castel San Pietro, Casima y Monte, así como del territorio de la localidad de Campora, que pertenecía a la comuna de Caneggio.